# Штольба, Антон Владимирович
Антон Владимирович Штольба (род. 30 марта 1993 года) — российский художник, член-корреспондент РАХ (2021).

## Биография
Родился 30 апреля 1993 года, живёт и работает в Ярославле.
Выпускник Ярославского училища культуры по специальности «Социально-культурная деятельность и народное художественное творчество».
С 2010 по 2017 году — учился и окончил школу «Ярославская икона» под руководством академика РАХ Н. А. Мухина.
С 2011 года — член Творческого союза художников России.
В 2021 году — избран членом-корреспондентом Российской академии художеств от Отделения живописи.

## Творческая деятельность
Основные проекты:
- компьютерное и полиграфическое сопровождение выставок Николая Мухина «Анатомия живописи. Библия для „неграмотных“. Фрагменты жизни» в Москве (2010); «Социальная зависимость» в Ярославле (2011), проекта «Искусство и религия в пространстве современной культуры» в Москве (2013), конкурсной работы Николая Мухина на проект оформления внутреннего убранства храма Святого Саввы в Белграде (с 2014), форума «Византия.ru. К 1000-летию памяти Святого Равноапостольного князя Владимира» в Севастополе (2015), проекта по созданию композиции «Героям России. Козьме Минину и князю Пожарскому» в Ярославле (2019);
- куратор разработки интернет портала www.tsereteli.ru, «Творчество Зураба Церетели. Музей-мастерская Зураба Церетели. Музейно-выставочный комплекс Российской академии художеств» (Москва, 2011);
- верстка и дизайн издания «Николай Мухин. Проекты: Живопись. Графика. Скульптура» (Ярославль, 2011).

## Награды
- Диплом 2 степени Дельфийских игр в номинации «фотография» (2007)
- Премия Президента Российской Федерации по поддержке талантливой молодежи (2007)